# Federación Ecuatoriana de Básquetbol
Der Ecuadorianische Basketballverband ist der offizielle Basketballverband in Ecuador. Er hat seinen Sitz in Guayaquil.

## Geschichte und Aufgaben
Der Verband ist Mitglied der Fédération Internationale de Basketball (FIBA) und damit auch Mitglied der FIBA-Amerika. Präsident des Verbandes ist zur Zeit Mario Mora Arias. Sein Generalsekretär ist Richard Holguin.
Der Verband ist für die Organisation, Leitung und Entwicklung des Basketballsports in Ecuador verantwortlich.
Der Verband vertritt den Basketballsport gegenüber Behörden sowie nationalen und internationalen Sportorganisationen. Zusätzlich verteidigt der Verband auch die moralischen und materiellen Interessen des Ecuadorianischen Basketballs. Der Verband organisiert die Nationale Meisterschaft und ist für die Ecuadorianische Basketballnationalmannschaft und der Ecuadorianischen Basketballnationalmannschaft der Damen verantwortlich.

## Fakten zum Verband
| Kriterium                 | Fakten           |
| ------------------------- | ---------------- |
| Sitz                      | Guayaquil        |
| Gründungsjahr             | 1950             |
| FIBA-Mitglied             | Ja               |
| Jahr des FIBA-Beitritts   | 1963             |
| Kontinentaler Verband     | FIBA-Amerika     |
| Aktueller Präsident       | Mario Mora Arias |
| Aktueller Generalsekretär | Richard Holguin  |
| Höchste Liga              |                  |
| Sonstiges                 |                  |

## Liste der Präsidenten
| von | bis   | Name             | Beleg |
| --- | ----- | ---------------- | ----- |
|     | heute | Mario Mora Arias | [ 1 ] |

## Liste der Generalsekretäre
| von | bis   | Name            | Beleg |
| --- | ----- | --------------- | ----- |
|     | heute | Richard Holguin | [ 1 ] |